# 与贸易有关的知识产权协定
《与贸易有关的知识产权协定》（英文：Agreement on Trade-Related Aspects of Intellectual Property Rights），中文文献通常简称TRIPS或TRIPS协议。协定是世界贸易组织法律框架的组成部分。该协定明确了知识产权是一种私权。

## 背景
20世纪80年代中期，美国等发达国家对世界知识产权组织管理下的知识产权国际体系日益不满，拟将有关议题转移到关贸总协定框架内。
TRIPS于1994年关税与贸易总协定（GATT）乌拉圭回合中达成。TRIPS的订立来自于美国的激烈游说以及欧盟、日本与其它发达国家的支持。
在乌拉圭回合后，GATT成为世界贸易组织（WTO）的前身。由于签署TRIPS是WTO成员国的强制要求，任何想要加入WTO从而降低国际市场准入门槛的国家都必须按照TRIPS的要求制定严格的知识产权法律。因此，TRIPS是知识产权法律全球化中最重要的多边文书。
此外，不同于其他知识产权协定的是，TRIPS具备有力的执行机制。各签署国都受WTO争议解决机制的约束。

## TRIPS的要求
TRIPS要求成员国对知识产权给予有力保护。例如：
- 著作权保护期必须延长至作者去世后50年。而电影与摄影作品固定为50年且至少满25年。(Art. 7(2),(4))
- 著作权必须自动授予，而非基于任何如登记、续期程序等“正式手续”。
- 计算机程序必须被认定为版权法保护下的“文字作品”并获得相应的保护期。
- 版权的国家豁免（如美国法中的“合理使用”）必须遵循伯尔尼公约中的三步测试法。
- 除非公共利益需要(Art. 27.2 and 27.3)，专利权必须在所有技术领域中得到认可，[5]且有效期至少为20年(Art 33)。
- 专有权的排除必须得到限制，并依法提供不与之存在冲突的作品一般实施(Art. 13)与专利一般实施(Art 30) 。
- 不允许对计算机程序及专利权持有人的合法利益进行不合理歧视。
- 与专利权有关的第三方之合法利益应当得到重视。 (Art 30).
- TRIPS同时具备最惠国待遇条款。

TRIPS有关版权的诸多规定均来自于伯尔尼公约，而有关商标与专利的规定来自于巴黎公约。

## 法律地位
TRIPS是在世界贸易组织（简称WTO）体系下的一个多边条约，它于1994年WTO成立时通过。
与WTO的其它条约一样，批准TRIPS的国家或者单独关税区也必须一揽子接受包括《货物贸易多边协定》、《服务贸易总协定》等WTO法律框架内的其它多边协定。

## 争议
自TRIPS生效以来发展中国家、学术界和非政府组织对该协议的批评不断升温。其中部分批评是针对整个WTO，而许多贸易自由化鼓吹者认为TRIPS是一个有害的政策。（如Jagdish Bhagwati在“应对全球化”中提出TRIPS对药品进入发展中国家起到阻碍作用）TRIPS的财富再分配效应（把财富从发展中国家手中转移到发达国家的版权与专利持有者）和加诸于削减知识产权法律国家的人为稀缺性征收，是此类争议的主要出发点。